# Grenada az 1988. évi nyári olimpiai játékokon
Grenada a dél-koreai Szöulban megrendezett 1988. évi nyári olimpiai játékok egyik részt vevő nemzete volt. Az országot az olimpián 2 sportágban 6 sportoló képviselte, akik érmet nem szereztek.

## Atlétika
Férfi
| Versenyző           | Versenyszám | Előfutam | Előfutam | Előfutam | Negyeddöntő | Negyeddöntő | Negyeddöntő | Elődöntő | Elődöntő | Elődöntő | Döntő   | Döntő    |
| Versenyző           | Versenyszám | Idő      | Hely.    | Össz.    | Idő         | Hely.       | Össz.       | Idő      | Hely.    | Össz.    | Idő     | Helyezés |
| ------------------- | ----------- | -------- | -------- | -------- | ----------- | ----------- | ----------- | -------- | -------- | -------- | ------- | -------- |
| Agnes Griffith      | 200 m       | 24,79    | 7.       | 43.      | kiesett     | kiesett     | kiesett     | kiesett  | kiesett  | kiesett  | kiesett | kiesett  |
| Agnes Griffith      | 400 m       | 57,09    | 7.       | 41.      | kiesett     | kiesett     | kiesett     | kiesett  | kiesett  | kiesett  | kiesett | kiesett  |
| Arlene Vincent Mark | Maraton     |          |          |          |             |             |             |          |          |          | 3:23:56 | 62.      |

## Ökölvívás
| Versenyző     | Versenyszám   | Selejtező                        | 32-es főtábla          | Nyolcaddöntő               | Negyeddöntő       | Elődöntő          | Döntő             | Helyezés |
| Versenyző     | Versenyszám   | Ellenfél Eredmény                | Ellenfél Eredmény      | Ellenfél Eredmény          | Ellenfél Eredmény | Ellenfél Eredmény | Ellenfél Eredmény | Helyezés |
| ------------- | ------------- | -------------------------------- | ---------------------- | -------------------------- | ----------------- | ----------------- | ----------------- | -------- |
| Tad Joseph    | Harmatsúly    | José de Jesús García (MEX) · RSC | kiesett                | kiesett                    | kiesett           | kiesett           | kiesett           | 33.      |
| Garth Felix   | Nagyváltósúly | Norbert Nieroba (FRG) · KO       | kiesett                | kiesett                    | kiesett           | kiesett           | kiesett           | 32.      |
| John Tobin    | Középsúly     | erőnyerő                         | Lotfi Ayed (SWE) · 0:5 | kiesett                    | kiesett           | kiesett           | kiesett           | 17.      |
| Chris Collins | Félnehézsúly  |                                  | erőnyerő               | Ahmed El-Nagar (EGY) · 0:5 | kiesett           | kiesett           | kiesett           | 9.       |

RSC – a mérkőzésvezető megállította a mérkőzést